# فرانکو ماروولی
فرانکو ماروولی (انگلیسی: Franco Marvulli؛ زادهٔ ۱۱ نوامبر ۱۹۷۸) دوچرخه‌سوار اهل سوئیس است.
وی در مسابقات کشوری و بین‌المللی در مجموع برندهٔ ۱ مدال نقره شده‌است.